# 바람 (1928년 영화)
바람(The Wind)은 미국에서 제작된 빅터 소스트롬 감독의 1928년 드라마, 멜로/로맨스, 서부 영화이다. 릴리언 기시 등이 주연으로 출연하였다. 1925년 소설 "바람"을 각색한 영화이다.

## 출연

### 주연
- 릴리언 기시
- 몬타구 러브

### 조연
- 도로시 커밍
- 에드워드 얼
- 카멘시타 존슨

## 제작진
- 원작자: Dorothy Scarborough
- 미술: 세드릭 기븐스
- 미술: Edward Withers
- 의상: Andre-ani